# Isabel Ashdown

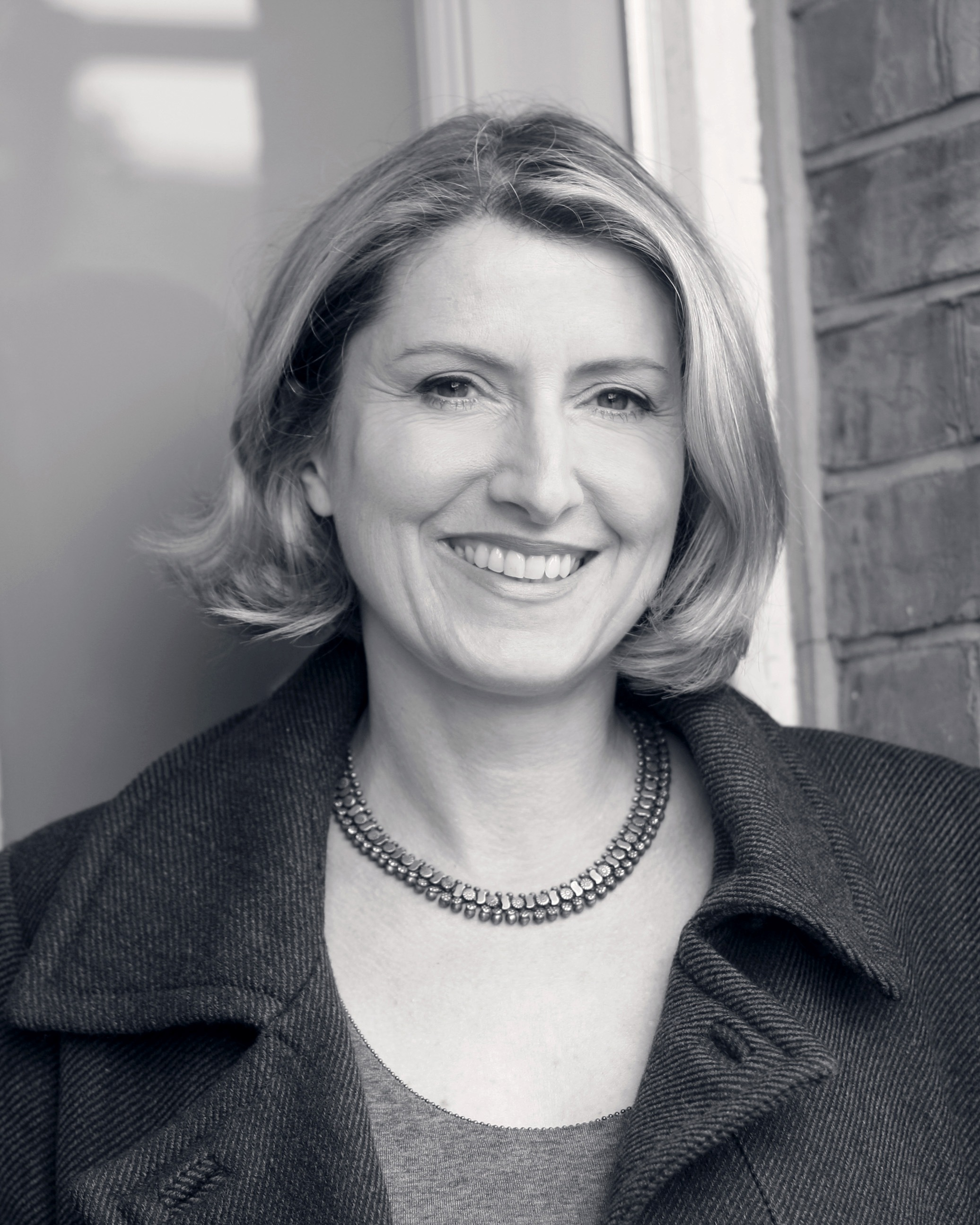
Isabel Ashdown (2014)

Isabel Ashdown (* 30. August 1970 in London, Großbritannien) ist eine britische Schriftstellerin. Sie debütierte 2009 mit ihrem Roman Glasshopper und gewann einige Auszeichnungen, darunter den The Mail on Sunday Novel Wettbewerb und den Hugo Donnelly-Preis für hervorragende wissenschaftliche Leistungen.

## Leben
Isabel Ashdown wurde in London geboren und wuchs in East Witterin an der Südküste von England auf. Nach einer Karriere als Marketingverantwortliche u. a. bei The Body Shop International studierte sie an der University of Chichester, UK wo sie Englisch und Creative Writing studierte und mit einem M.A. mit Auszeichnung abschloss.
Sie ist heute Writer in Residence an der Universität von Brighton und lebt mit ihrem Mann, einem Zimmermann, und ihren beiden Kindern und Hunden in West Sussex, an der südenglischen Küste.
Ein erster Auszug aus ihrem Debütroman Glasshopper (auf Deutsch „Am Ende eines Sommers“, erschienen bei Eichborn) wurde vom London Evening Standard und The Observer als bestes Buch des Jahres prämiert
Glasshopper, Hurry Up and Wait sowie Summer von ’76 sind in Großbritannien alle bei Myriad Editions erschienen. In Deutschland erschienen die ersten beiden Romane bei Eichborn bzw. Rowohlt, der dritte Roman ist für Deutschland noch nicht angekündigt.
Ihr vierter Roman „Flight“ ist in Großbritannien 2015 erschienen.

## Auszeichnungen
- 2009: „Hugo Donnelly“-Preis für hervorragende wissenschaftliche Leistungen
- 2009: „Eines der besten Bücher des Jahres“ vom Observer und London Evening Standard

## Werke
- Glasshopper Myriad Editions, London 2009
  - Übersetzung: Am Ende eines Sommers Dt. von Rainer Schmidt. Eichborn, 2010, ISBN 978-3-8218-6120-3
- Hurry Up and Wait Myriad Editions, London 2011
  - Übersetzung: Sunday Girl Dt. von Rainer Schmidt. Eichborn, 2011, ISBN 978-3-8218-6137-1
- Summer of '76 Myriad Editions, London 2013
- Flight Myriad Editions, London 2015
- Little Sister Trapeze, 2017
  - Übersetzung: Little Sister - Kannst du ihr vergeben? Dt. von  Charlotte Breuer und Norbert Möllemann. Blanvalet, 2019, ISBN 978-3-7341-0570-8
- Beautiful Liars Trapeze, 2018
- Lake Child Trapeze, 2019
- 33 Women Trapeze, 2020